# Tetrapriocera oceanina
Tetrapriocera oceanina är en skalbaggsart som beskrevs av Pierre Lesne 1901. Tetrapriocera oceanina ingår i släktet Tetrapriocera och familjen kapuschongbaggar. Inga underarter finns listade i Catalogue of Life.